# Petráveč
Petráveč (en allemand : Petrowitz) est une commune du district de Žďár nad Sázavou, dans la région de Vysočina, en République tchèque. Sa population s'élevait à 277 habitants en 2020.

## Géographie
Petráveč est limitée par la rivière Oslava, qui la limite à l'ouest, et se trouve à 3,7 km au sud-est du centre de Velké Meziříčí, à 27 km au sud-sud-est de Žďár nad Sázavou, à 33,5 km à l'est-sud-est de Jihlava à 144 km au sud-est de Prague.
La commune est limitée par Velké Meziříčí à l'ouest, au nord et au nord-est, par Jabloňov à l'est, par Dolní Heřmanice à l'est et au sud, et par Osové à l'ouest.

## Histoire
La première mention écrite de la localité date de 1456.

## Transports
La commune est desservie par l'autoroute D1 (Prague – Brno – Ostrava), qui la contourne par le nord et dont l'accès le plus proche se trouve à Velké Meziříčí. Par la route, Petráveč se trouve à 4,3 km de Velké Meziříčí, à 33 km de Žďár nad Sázavou, à 39 km de Jihlava et à 159 km de Prague.